# Зелёный морской ёж
Зелёный морской ёж, или обыкновенный морской ёж, или обыкновенный стронгилоцентротус, или зелёный стронгилоцентротус (лат. Strongylocentrotus droebachiensis) — широко распространённый вид морских ежей, обитающий в северных и бореальных морях Атлантического и Тихого океанов. Название получил за зеленоватый оттенок в окраске тела, которая, впрочем, может варьировать от светлой белёсой до тёмно-фиолетовой и почти чёрной. Средний диаметр панциря взрослого ежа составляет 50 мм, размер особенно крупных особей достигает 90 мм. Зелёные морские ежи всеядны.

## Морфология
Зелёный морской ёж имеет шаровидное тело с уплощённой нижней оральной стороной, на которой располагается рот. Во рту находится сложно устроенный пищедобывательный аппарат — «аристотелев фонарь». На противоположной (аборальной) стороне открывается анальным отверстием задняя кишка. Скелетные пластинки, залегающие в коже, срастаются, образуя цельный панцирь. Поверхность панциря покрыта многочисленными подвижными иглами и педицелляриями.

## Поведение
Стронгилоцентротусы малоподвижны. Они медленно перемещаются по дну в поисках пищи. Передвижение осуществляется с помощью подвижных игл, работающих как ходули, и амбулакральных ножек, которые могут сильно вытягиваться. На конце каждой амбулакральной ножки имеется присоска, благодаря чему ежи способны передвигаться даже по вертикальным поверхностям.

## Размножение
Морские ежи раздельнополы, половой диморфизм отсутствует. Половые продукты развиваются в мешковидных гонадах, созревают к середине лета, а затем вымётываются в воду, где происходит наружное оплодотворение. Из зиготы развивается планктонная личинка — эхиноплутеус. Особые образования (длинные выросты — руки, скелет в виде известковых игл, ресничный шнур) способствуют парению и перемещению личинки в толще воды. Плутеус питается микропланктоном, растёт, со временем на его левой стороне появляется зачаток будущего морского ежа — так называемый зародышевый диск. Во время метаморфоза из зародышевого диска формируется тело морского ежа, а личиночные ткани дегенерируют. Молодой стронгилоцентротус опускается на дно и приступает к самостоятельной жизни.